# Osso etmoide
L'osso etmoide (dal greco ἠϑμός, ethmòs, «colo, setaccio») è un osso impari e mediano, solitamente classificato come facente parte del neurocranio, posto al confine con lo splancnocranio. La lamina cribrosa va a costituire una piccola porzione rostrale della base cranica e separa la cavità nasale dalla scatola cranica. Le lamine papiraceae prendono parte alla formazione della parete mediale della cavità orbitaria, mentre le strutture poste presso il piano sagittale mediano partecipano a costituire la porzione superiore della cavità nasale. L'osso, di forma pressoché cubica, è leggero a causa della sua struttura, che presenta numerose cavità (seni etmoidali).

## Aspetto
L'etmoide è costituito da:

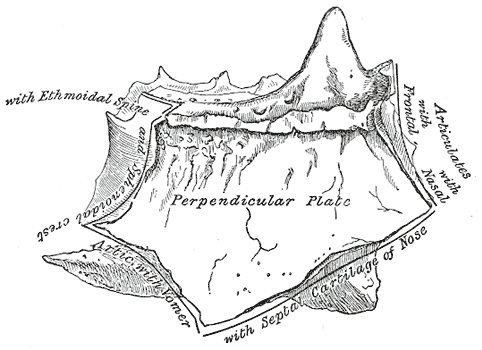
Lamina perpendicularis, vista senza il labirinto destro

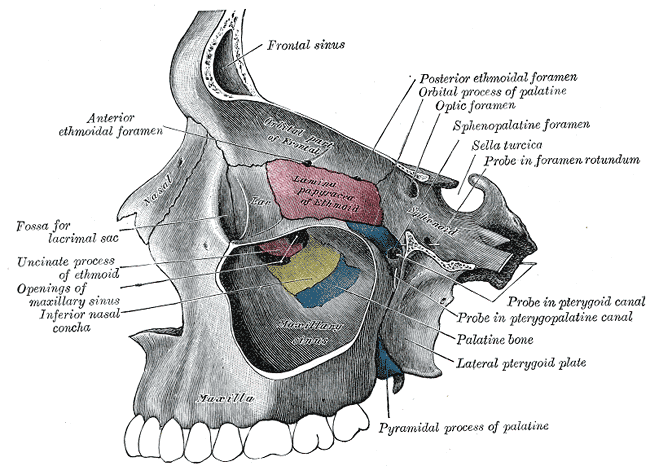
Osso etmoide (posizione dell'osso etmoide)

- lamina cribrosa o lamina orizzontale
- lamina verticale, posta verticalmente
- due labirinti etmoidali o masse laterali

La lamina verticale, posta lungo il piano sagittale mediano, è incrociata ortogonalmente dalla lamina cribrosa, risultando così suddivisa in due parti:
- l'apofisi crista galli, posta cranialmente rispetto alla lamina cribrosa, è una protuberanza triangolare. Il suo margine posteriore, sottile e ricurvo, dà inserzione alla falce cerebrale. Il suo margine anteriore si articola all'osso frontale tramite due espansioni: le ali della crista galli.
- la lamina perpendicolare, posta ventralmente, che si articola con il vomere e con la cartilagine del setto, andando a costituire parte del setto nasale. La sua parte anterosuperiore è in continuità con l'osso frontale per mezzo della spina nasale e con le ossa nasali. Posteriormente si articola con la cresta dello sfenoide.

La lamina cribrosa deve il suo nome alla presenza di numerosi forellini, attraverso cui penetrano nella scatola cranica i filuzzi del nervo olfattivo. È suddivisa dalla lamina perpendicolare in due porzioni simmetriche. Superiormente esse prendono il nome di docce olfattive ed ospitano i bulbi olfattivi. Inferiormente costituiscono parte del tetto della cavità nasale, essendo ricoperte dalla mucosa olfattiva. La lamina cribrosa prende posto nella incisura etmoidale dell'osso frontale, articolandosi con esso.
Al di sotto della lamina cribrosa pendono due masse laterali (una per parte), di forma cuboide, dette anche labirinti etmoidali. Essi sono costituiti da un numero variabile di cellette etmoidali (da 8 a 12), ossia cavità pneumatiche (contenenti aria), distinguibili in: anteriori, medie e posteriori. Le prime due comunicano con il meato nasale medio, le ultime con quello superiore.
È possibile distinguere sei facce nelle masse laterali:
- una faccia laterale, detta anche lamina papiracea, liscia e leggermente concava, che costituisce la parete mediale della cavità orbitaria
- una faccia mediale, che costituisce la parete laterale della cavità nasale. Da essa si dipartono due lamine ossee protese postero-medialmente ripiegandosi su se stesse, ovvero i cornetti nasali superiori e medi, che vanno a costituire gli omonimi meati. Nel meato medio l'infundibolo costituisce l'apertura del seno frontale. Si nota anche una gibbosità della parete, detta bolla etmoidale o promontorio, dovuta ad una celletta espansa.
- una faccia superiore, costituita da emicellette in continuità con le rispettive emicellette del frontale
- una faccia inferiore, da cui si diparte il processo uncinato, che si dirige verso il cornetto nasale inferiore, protrudendo nella conca nasale media
- una faccia anteriore: in continuità con l'osso lacrimale; inoltre si porta in avanti fino al processo frontale dell'osso mascellare
- una faccia posteriore, articolata con il corpo dello sfenoide e con il palatino

L'etmoide si articola con tredici ossa:
- due del neurocranio: l'osso frontale e lo sfenoide (a livello del corpo e delle conche)
- undici dello splancnocranio: le due ossa nasali, le due ossa mascellari, le due ossa lacrimali, le due ossa palatine, i due cornetti nasali inferiori e il vomere.

## Ossificazione
L'ossificazione dell'etmoide avviene a partire da tre centri nella capsula nasale cartilaginea: uno per la lamina perpendicolare e uno per ciascuna massa laterale. Si sviluppa per ossificazione endocondrale dalla capsula nasale cartilaginea.
I labirinti etmoidali sono i primi a svilupparsi: i loro centri di ossificazione appaiono nella regione della lamina papiracea tra il quarto e il quinto mese di vita intrauterina, estendendosi quindi a formare i cornetti.
Alla nascita, l'osso consiste delle due masse laterali, che sono piccole e sono a malapena sviluppate. Durante il primo anno di vita, la lamina perpendicolare e la crista galli iniziano ad ossificare a partire da un singolo centro e si uniscono ai due labirinti etmoidali attorno all'inizio del second'anno di vita.
La lamina cribrosa si ossifica parzialmente a partire dalla lamina perpendicolare e parzialmente dai labirinti.
Lo sviluppo delle cellette etmoidali inizia già in utero e si completa entro i 12 anni di età.

## Lesioni
La natura porosa, fragile, dell'osso etmoide lo rende particolarmente suscettibile alle fratture. La causa più frequente è l'applicazione al naso di una forza verso l'alto. Questo può accadere colpendo il cruscotto dell'automobile durante un incidente stradale o cadendo per terra in avanti. La frattura dell'etmoide può generare frammenti ossei che, penetrando nella lamina cribrosa, possono causare perdita di liquido cefalorachidiano all'interno della cavità nasale. Queste aperture permettono ai batteri opportunisti, presenti nelle fosse nasali, di invadere l'ambiente solitamente sterile del sistema nervoso centrale.
Fratture della lamina papiracea rendono possibile la comunicazione tra la cavità nasale e l'orbita omolaterale, attraverso la parete inferomediale della cavità orbitaria, causando enfisema orbitale. Un aumento della pressione all'interno della cavità nasale come quello che si può avere durante uno starnuto, causa un esoftalmo temporaneo.
Una frattura dell'etmoide può anche troncare il nervo olfattivo. Questa lesione causa anosmia, la perdita del senso dell'olfatto. Una riduzione dell'abilità di percepire i sapori è un altro effetto collaterale, perché è fortemente basata sull'olfatto.

## Magnetocezione
Alcuni uccelli ed altri animali migratori posseggono depositi di magnetite biologica nelle loro ossa etmoidi, che permette loro di sentire la direzione del campo magnetico terrestre (magnetocezione). Gli uomini posseggono simili depositi di magnetite, che si ritiene essere vestigia.

## Ulteriori immagini

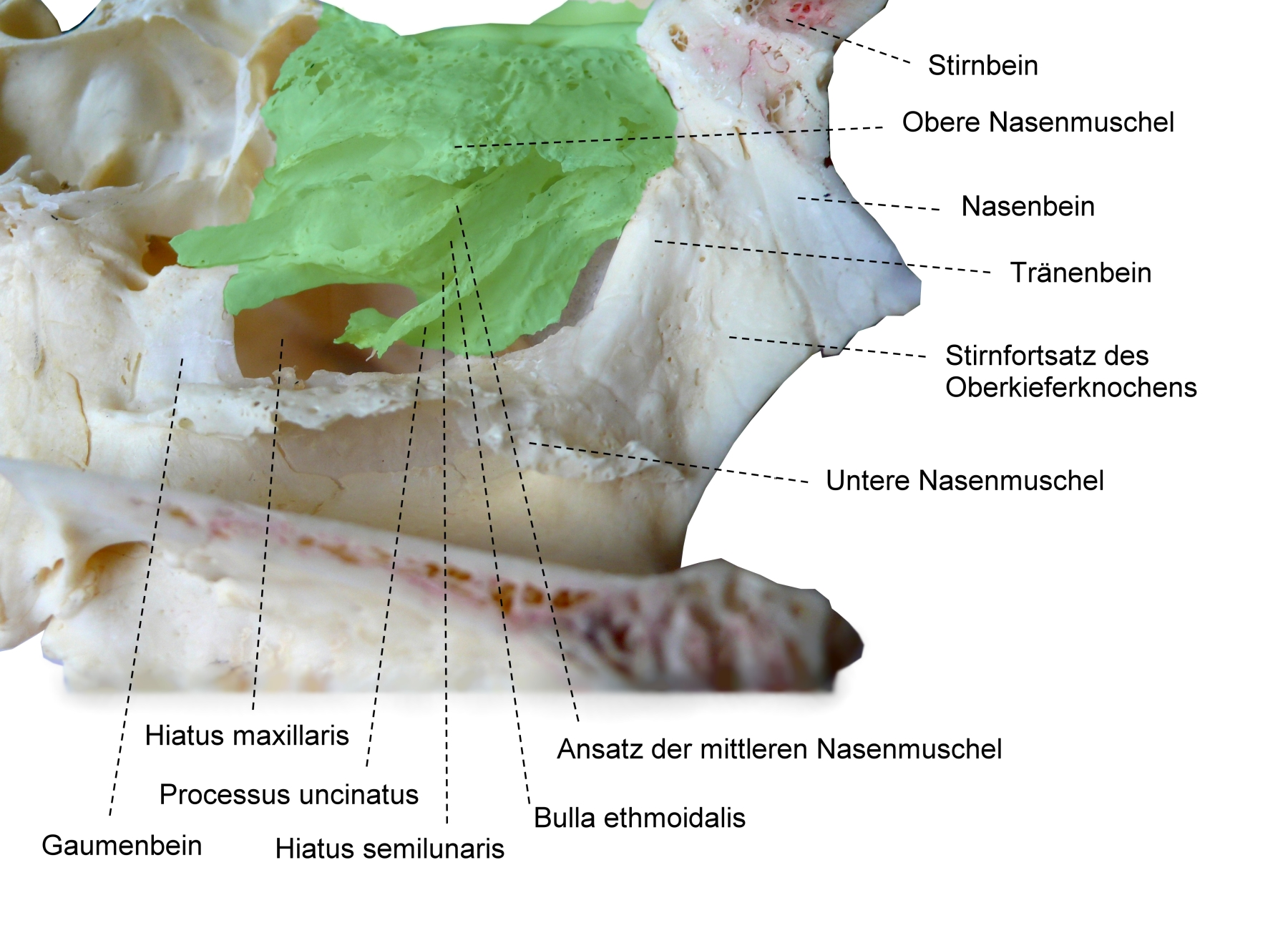
Osso etmoide.
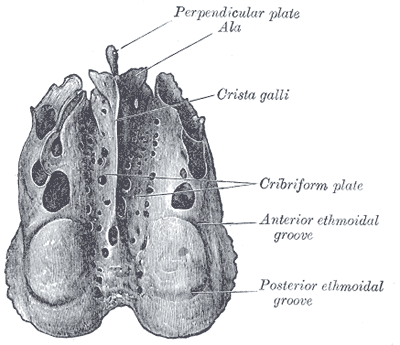
Vista craniale dell'osso etmoide.
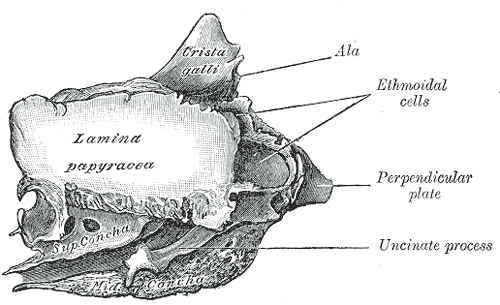
Vista laterale destra dell'osso etmoide.
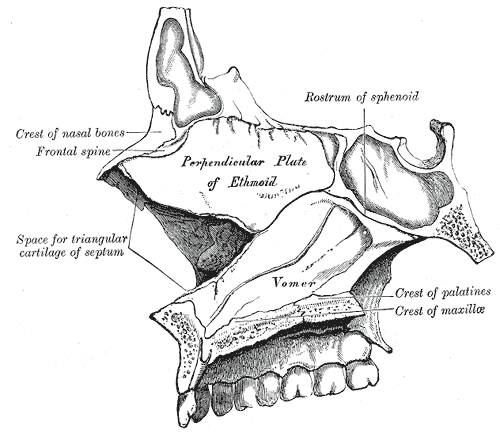
Parete mediale della fossa nasale sinistra.
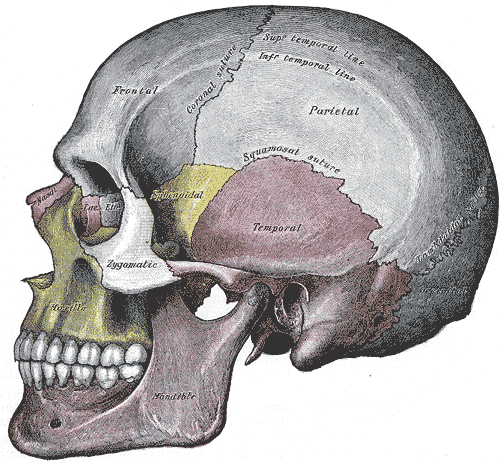
Vista laterale del cranio.
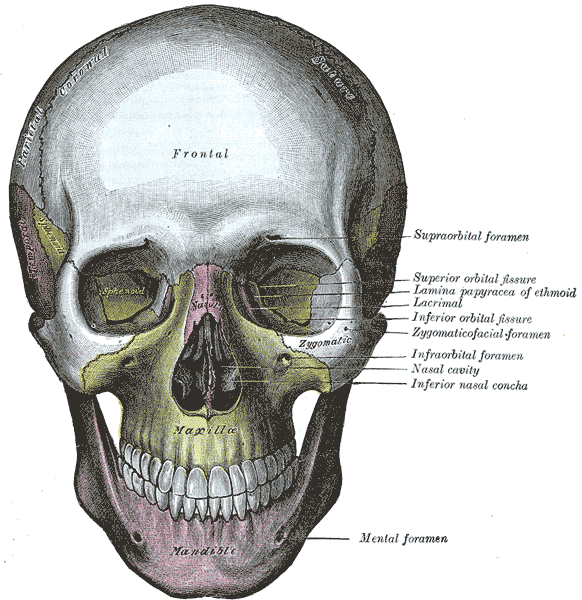
Vista frontale del cranio.
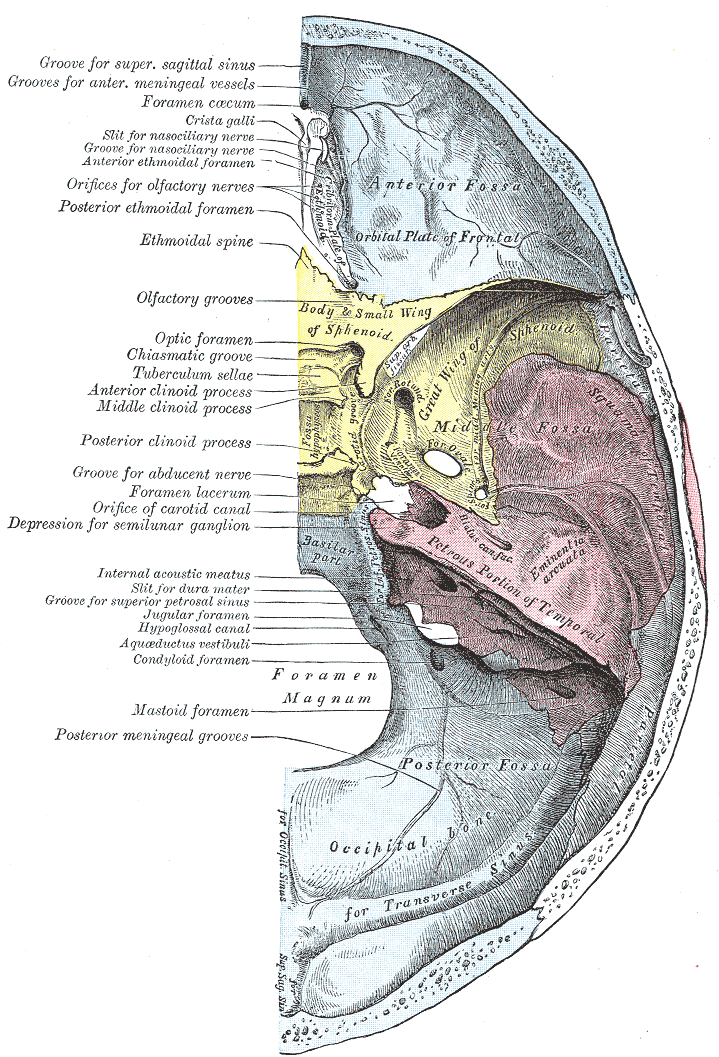
Base cranica. Veduta superiore.
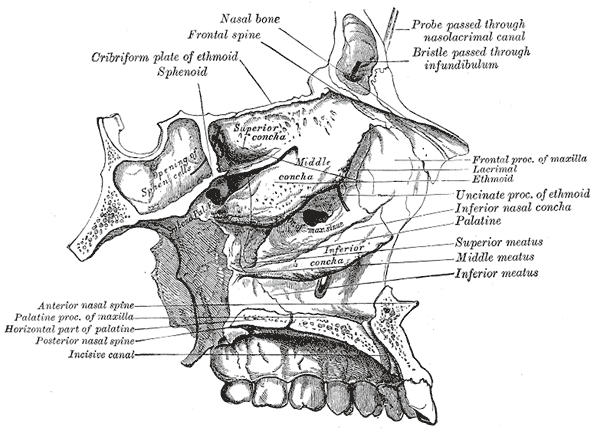
Tetto, pavimento e parete laterale della fossa nasale sinistra.
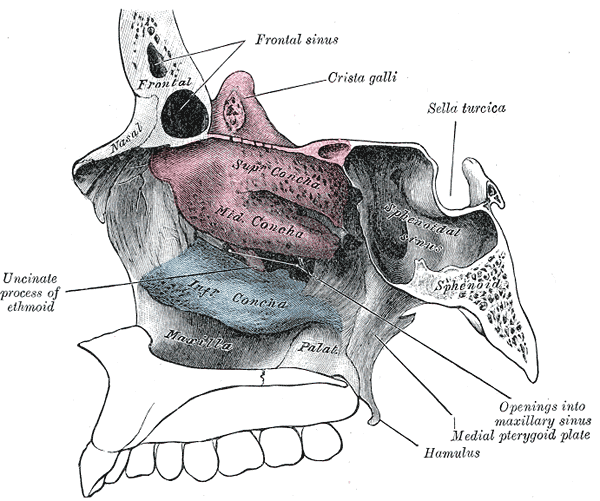
Parete laterale della cavità nasale. L'etmoide è visibile in posizione.